# Štítary
Štítary (Duits: Schiltern) is een Moravische vlek (městys) in de Tsjechische regio Zuid-Moravië, en maakt deel uit van het district Znojmo. Štítary telt 677 inwoners (2023).

## Geschiedenis
- 1346 – De eerste schriftelijke vermelding van Štítary.
- 2006 – De gemeente Štítary krijgt (opnieuw) de status vlek.[1]